# Phineas and Ferb
Phineas and Ferb (també coneguda com a Disney's Phineas and Ferb) és una sèrie de dibuixos animats. Tracta de dos nens germanastres que estan de vacances d'estiu. Cada dia porten a terme projectes esbojarrats a gran escala, en els quals Candace, la seva germana, ho vol impedir. Això no obstant, quan vol avisar la seva mare, algun problema interromp el projecte i la mare acaba sense saber-ho. A més, la sèrie inclou una història secundària: un ornitorrinc que és agent secret i ha d'investigar i cancel·lar els malvats plans del Dr. Doofenshmirtz. Aquest ornitorrinc és la mascota de la família.
Aquesta sèrie és original de Disney Channel i és a través d'aquest canal que es reprodueix arreu del món.

## Personatges principals
- Phineas Flynn, "Rollercoaster", Vincent Martella: dels dos germanastres, és ell qui té les idees pels projectes i s'encarrega de presentar-les, etc., ja que el seu germà Ferb és molt callat. Normalment, és Phineas qui dissenya els projectes i Ferb s'encarrega de construir-los. Té el cap en forma de P (triangular), i dos ulls ovalats. Un bon noi de 10 anys, és molt intel·ligent i està molt inspirat per fer l'estiu tan llarg com pugui ser. Principalment el preocupa no haver de comptar quan torni a l'escola. Ell és el fill de Linda Flynn, el germà de Candace Flynn, el germanastre de Ferb Fletcher i el fillastre de Lawrence Fletcher. La seva relació amb Candace és bastant complexa, ja que no li agrada cap dels plans dels seus germans, però ell demostra que la vol en especial en l'episodi "Candace perd el cap" quan està preocupat per donar-li el millor obsequi d'aniversari de tots. La relació amb la seva mare és normal. En alguns casos es mostra que Phineas sent una atracció cap a Isabella, la seva millor amiga.
- Ferb Fletcher, "Rollercoaster", Thomas Sangster: és un altre noi de 10 anys, és intel·ligent i és de poques paraules. La seva veu se sent molt més madura que la de Phineas i és més alt; per això molt possiblement és una mica més gran que el seu germanastre. Ferb és el fill de Lawrence, el fillastre de Linda Flynn i el germanastre de Candace i de Phineas Flynn. Sempre ajuda a Phineas en els seus plans i sol tenir només una línia de guió en cada episodi. Generalment, cada vegada que Phineas demana alguna cosa, Ferb contesta a l'instant amb un fet més que amb paraules, per exemple quan Phineas diu: "Escolta Ferb, vas portar el destornilador?", Aquest contesta traient aquest element de la seva butxaca i sense dir una sola paraula. Té el cabell verd. El seu gran amor és Vanessa Doofenshmirtz, filla del Dr. Doofenshmirtz, Ferb és anglès (de Chelsea, Londres).
- Candace Gertrude Flynn, "Rollercoaster", Ashley Tisdale: és la germana gran de Phineas i la germanastra de Ferb. Té 16 anys i segons l'episodi "Treu el peu gran de la meva vista" és una adulta jove. Ella sempre tracta de posar als seus germans en problemes amb la seva mare, els processos d'acusació són els següents: ella veu que els nois fan quelcom i els amenaça dient-los que ho dirà a la mare, tot es seguit es dirigeix cap on estigui la seva mare dient-li que alguna cosa estan fent Phineas i Ferb. Després sorgeix quelcom estrany amb el projecte dels nois, el qual finalment no es fa, arriba Candace amb la seva mare però ella no s'adona de res i Candace no aconsegueix acusar els seus germans, segons ella el que evita que la seva mare sàpiga el que fan els seus germans és una "força", ja que diu en un episodi: Oh, gran ésser que fa que tot desaparegui abans que la mare arribi i ho vegi, ja n'hi ha prou!. És d'aquesta manera que Candace somia amb aconseguir que els seus germans tinguin problemes perquè no facin les seves "horribles entremaliadures", es diu que en la majoria dels casos Perry, l'ornitorrinc està involucrat i d'aquesta manera ell seria el que s'assegura que Candace no molesti als seus germans.

Candace està molt enamorada de Jeremy, un noi de la seva mateixa edat i gairebé sempre va a veure-ho al restaurant on treballa i en algunes ocasions, per casualitat, encén la càmera del seu mòbil per fer-li fotos. La seva millor amiga és una noia anomenada Stacy. Ella ajuda a Phineas i s'adona del passat familiar amb els seus germans en l'episodi "Al cap". Molt poques vegades li agraden els invents de Phineas i Ferb. Candace inconsientemente coneix la veritable identitat de Perry com a agent secret. Nota: A l'Episodi "El Viatge Quàntic de Phineas i Ferb" es mostra la vida en el futur de Candace i els seus fills (probablement amb Jeremy) Javier, Amanda i Fred, tot i que aquest últim no el nomena, a més Candace apareix amb el coll extremadament llarg.
- Perry the Platypus/Agent P (Perry l'Ornitorrinc/Agent P), "Rollercoaster", Dee Bradley Baker: és la mascota de Phineas i de Ferb, en realitat és un agent secret anomenat "Agent P" (pronunciat "/ piː /" als EUA i a Espanya per la seva pronunciació en anglès). La seva missió és intentar detenir el malvat Dr. Doofenshmirtz. Té rutes d'escapament per tota la casa a on gairebé sempre torna just abans del final de l'episodi amb un "Oh ¡aquí aquestes Perry!" (aquesta frase la pronuncia el personatge que primer el vegi encada episodi), la seva identitat secreta és descoberta en l'últim episodi de la segona temporada anomenat "Perry l'ornitorrinc" (mateix nom que porta la seva cançó), a més sempre pronuncia un estrany so semblant a un ronc. Pot caminar sobre dues potes quan està enmig d'una missió.
- Doctor Heinz Doofenshmirtz, "Rollercoaster", Dan Povenmire: té 46 anys. És un científic boig i malvat, i és un dels personatges més còmics. La seva situació greu al final de cada episodi porta els espectadors a sentir empatia amb ell. És el cap de la seva pròpia empresa, "pèrfid Doofenshmirtz SL" ("Doofenshmirtz malvats i Associats" a Hispanoamèrica). El seu cau sembla una corporació estàndard principal, ubicada al centre de la ciutat (una cosa que resulta còmica, tenint en compte que la majoria dels malvats s'amaguen en llocs als afores de les ciutats o en llocs de difícil accés), i fins i tot té un tema musical. Tota la seva maldat la descarrega en projectes ridículs que tendeixen a ser frustrats per l'Agent P. El Doctor es va tornar dolent causa de la seva infelicitat, i la trista infantesa en una ciutat desconeguda europea anomenada "Gimmelschtrump", on la seva família treballaven d'agricultors pobres i el van forçar a ser un gnom de gespa per un temps. A conseqüència d'això tots els seus projectes són per venjar-se d'algú o alleujar algun trauma. Doofenshmirtz va ser nascut al mes de juny. En l'actualitat intenta causar estralls tan sols en l'àrea dels tres estats, però és desconegut pel fet que es va fer un milionari corporatiu, o perquè busca la venjança en els Estats Units en comptes del seu propi país (es dedueix que per la seva forma tan enèrgica de pronunciar la lletra "R", podria ser d'Alemanya o d'algun dels països del nord europeus). Ell és divorciat i, de fet, la seva exdona Charlene li paga una pensió alimentària. Té una filla adolescent anomenada Vanessa que és menys emotiva amb ell o els seus esquemes. Doofenshmirtz té un germà petit anomenat Roger - i el preferit de la seva mare -, que és un polític respectat a Danville i sosté el pal de l'alcalde. Doofenshmirtz no és realment un doctor, tan indicat (advertit) per la seva filla, ja que el seu Grau de Doctorat té una etiqueta de preu de 15 dòlars lligat al marc del diploma. Va falsificar el seu diploma perquè va pensar que no podia ser el cap d'una empresa sense això. Doofenshmirtz sembla tenir una vida d'amor activa, com es va veure en el capítol "Jo germà-bot", té problemes de relació amb la seva "nova" promesa, i deixa una gran quantitat de missatges rars i vagues gravats en el contestador automàtic d'ella. En el capítol "Treu el Peu Gran de la meva vista" té una cita amb una dona que va conèixer per internet, però en el moment de la cita apareix l'Agent P, i Doofenshmirtz li demana si us plau que es faci passar per un animal no pensant, de manera que al final, la seva cita li dona molta més atenció a l'Agent P que Doofenshmirtz. En el mateix episodi, ell esmenta que no era la seva pitjor cita, perquè hi va haver alguna que el va apunyalar amb una forquilla. També té l'hàbit d'afegir les síl·labes "inator" al final de cada nom de les seves malèvoles creacions. Però el més estrany dels seus hàbits és el de posar sempre un botó d'autodestrucció, que no es troben amagats en cada una de les seves creacions, amb el qual Perry l'ornitorrinc en general tard o d'hora el troba, i sol derrotar el Doctor Doofenshmirtz. Té per costum trucar a Perry pel seu nom complet, en comptes d'anomenar simplement "Perry" com ho fan tots, l'anomena "Perry l'ornitorrinc".

## Personatges secundaris
- Isabella García Shapiro: la millor amiga de Phineas I Ferb. Té la mateixa edat de Phineas, ella és també la líder de la tropa de Nenes Exploradores. Sovint ajuda a Phineas i Ferb en els seus projectes, reclutant la tropa sencera de noies en el procés, per obtenir credencials o altres crèdits, sempre acompanyada del seu "Llibre de les Noies Exploradores". Cada vegada que han d'ajudar a Phineas i Ferb, Isabella reuneix a les seves amigues i els diu "Noies, aneu a la secció ..." i comencen a buscar aquesta secció en els seus llibres. Uns pocs projectes estan inspirats en Isabella, gairebé sempre per resoldre algun problema, per exemple, quan els nois construeixen una Mansió del Terror perquè a ella li passi el singlot. Està enamorada de Phineas i és, fins i tot, a la presidenta del seu club de fans, fent referència al fet que és una gran admiradora dels nois i les seves ocurrències. Se sap que està enamorada de Phineas en l'episodi "la muntanya russa" quan diu "Hola Phineas!!!" i en els seus ulls es veuen cors. També quan intenta convidar Phineas al ball de les Noies de les estrelles fugaces, quan ho aconsegueix es decep quan Phineas diu que anirien tots.
- Linda Flynn: és la mare d'en Phineas i la Candace. També és una excantant com es pot veure en l'episodi "Flop Starz". La Candace sempre la truca per acusar en Phineas i en Ferb, pels invents que realitzen. Assisteix a diverses classes amb l'exesposa d'en Doofenshmirtz (mare de la Vanessa).
- Lawrence Fletcher: té 39 anys. És el pare de Ferb i padrastre de Phineas i Candace. És un reconegut arqueòleg britànic (és d'Anglaterra), i és per aquesta raó que està de viatge constantment, de manera que apareix poc en el programa. No és gaire clar si ell està al corrent o no del que fan els seus fills, ja que en diversos episodis segueix les instruccions de Phineas, i, fins i tot, arriba a forçar a Candace a participar, mentre que en altres ocasions sembla estar completament ignorant del que fan els nois.
- Jeremy Johnson: és l'amor impossible de Candace. De vegades va a la casa de Phineas i Ferb i acaba participant de les seves entremaliadures, per exemple en els episodis de "Invierano", "Festa de Platja", "Terror i Gnoms" i "El Cirque de Phineas i Ferb". Quan Candace ho veu es posa feliç i se li oblida per un moment que ha de fer que la seva mare descobreixi als nois. Ell treballa en el negoci del seu oncle, les Hamburgueses Slushy (encara que també se li ha vist venent banderilles i salsitxes) i li agraden les idees de Phineas i Ferb. En algunes ocasions s'ha vist que té interès en Candace, ja que l'ha convidat a sortir, però la seva relació amb Candance sembla que mai arriba a consagrar del tot. Nota: a l'episodi "El Viatge Quàntica de Phineas i Ferb", sembla que esta casat amb Candace i tenen 3 fills.
- Major Francis Monogram: és l'instructor de l'Agent P. Ell informa a Perry dels malèvols plans del Dr. Doofenschmirtz. Té un estudiant anomenat Carl. Quan ell era noi, era un agent Júnior de l'acadèmia. Segons sembla l'acadèmia el trauma, perquè en un capítol va quedar en xoc només amb recordar-la. Ell estima el seu pare, però el seu pare no l'estima.
- Baljeet Tjinder: és un amic de Phineas i Ferb. Originari de l'Índia. Gairebé sempre està amb Buford encara que tinguin actituds molt diferents, ja que ell és bo i busca la pau. És comú veure'l fent comentaris sobre "embrutar" la seva roba interior. La seva major por és denunciar un examen. Tot i la seva covardia pren amb entusiasme els seus càstigs i conseqüències.
- Buford van Stomm: és el fanfarró de la ciutat, odia que l'humiliïn i, tot i que tots els fanfarrons són dolents, ell és bo amb Phineas. Una vegada, ell i Phineas tenen una baralla de polzes al centre comercial i al final de l'episodi Ferb li aplica una "clau del son" en defensa pròpia. Li té por de Susy Johnson (germana petita de Jeremy), descrivint-la com el mal en persona, en l'episodi "Un sol ensurt n'hi hauria prou!", Buford es va disfressar de Susy Johnson, en un altre episodi declara que es va tornar fanfarró per defensar el seu peixet davant d'un noi dolent.
- Stacy Hirano: és la millor amiga de Candace, i a qui Candace sempre li penja el telèfon per esbrinar els plans de Phineas i Ferb. Ella sempre li dona suport en tot, i en alguns episodis ella ajuda a Phineas i Ferb, com a "Festa de platja" o "El MiniGolf".
- Vanessa Doofenshmirtz: la filla adolescent de 16 anys del Doctor Doofenschmirtz. És summament sarcàstica. Generalment no s'interessa en res, ni pel seu propi pare. Vanessa sap que ell és el maligne cap de pèrfid Doofenshmirtz SL i també ho sap sobre Perry l'ornitorrinc. Ella constantment tracta de demostrar la seva mare que el seu exmarit és malvat, i acaba desenvolupant una relació amb el seu pare similar a la relació de Candace amb Phineas i Ferb. També és el gran amor de Ferb, des que es coneixen en una botiga de plans en el capítol "La Màquina de Gelats". (Nota: a internet és considerada com el personatge més sexy de la sèrie).
- Charlene Doofenshmirtz: té 37 anys. És la mare de Vanessa, i l'exmuller del Dr.Doofenshmirtz, a qui li paga una aparentment bona pensió. Ella es porta bé amb la mare de Phineas, Ferb i Candace, ja que les dues tenen filles iguals d'actitud. Cada vegada que Vanessa tracta de demostrar a la seva mare com és de malvat és el seu pare, Charlene acaba veient al seu exmarit amb el seu pla malvat arruïnat per Perry l'ornitorrinc, i Vanessa en veure Perry li mostra a la seva mare que és aquest l'agent secret, però Charlene no li creu en res.
- Jenny: és amiga de Candace. Apareix a "Terror i Gnoms", "Una Festa de Platja" i "Fira Científica Injusta, el retorn", però debuta en l'episodi "La Gelatina", en el qual es descobreix que és hippie.
- Suzy Johnson: és la germaneta menor de Jeremy, a part d'això la NEMESIS de Candace. Ella es considera l'ull dret de Jeremy. Suzy fa qualsevol cosa perquè Candace eviti la relació que té amb Jeremy. Participa debutant en l'episodi "Un bon ensurt sol n'hi hauria prou", i després apareix a "El Fuet" i "El cometa Kermilian". Bufford fa una referència de la germana de Jeremy com que és extremadament dolenta. Malgrat tot això, cada vegada que Jeremy l'observa, ella canvia rotundament el seu comportament.
- Norm: és un robot útil i molt alt que va aparèixer per primera vegada a "Les carrera de Grècia". Quan veu a un ornitorrinc diu: "L'enemic de l'ornitorrinc és l'home." En un altre episodi Doofenschmirtz li diu: "Norm ja sé que anem a fer avui", una frase idèntica a la que fa servir Phineas amb Ferb. En un altre episodi, es va veure en una cançó que acaba sent un agent secret nou: "Agent N" (de nou o de Norm). Ajuda a Doofenshmirtz amb els seus plans en diversos episodis.
- Johnny: és un noi de l'institut i nòvio de Vanessa Doofenschmirtz. Ell seria l'antagonista de Jeremy Johnson, ja que Vanessa Doofenschmirtz porta una vida semblant a la de Candace Flynn.
- Mandy, Thaddeus i Thor: són els nebots dels Weber, i desafiadors dels Flynn (Phineas, Ferb i Candace). Són similars a ells, només que més antipàtics. A més, els invents de Thaddeus i Thor no són tan increïbles com els dels germans protagonistes. La seva frase típica és "Thor, ja sé a qui li guanyarem avui", en contrapartida amb el clàssic "Escolta Ferb, ja sé que farem avui" de Phineas.
- Irving: és l'autodenominat "Fan més gran de Phineas i Ferb". Té una actitud obsessiva i gairebé malaltissa per Phineas i Ferb. Segons ell, sempre ha estat present en les seves aventures i té un àlbum de fotografies amb totes les idees dels seus ídols (des de la muntanya russa) i enganxa la seva imatge digitalment en elles, ja que mai es veu. Creu que Phineas i Ferb sempre tenen un pla, però es decep en el capítol "Hide and Seek" quan s'adona que tot ho improvisen. Phineas, en cridar als seus companys els va nomenar com: Amics (Isabella i Baljeet), fanfarrons (Buford) i Irving, fent saber que no el considera (encara) dins del seu cercle proper.
- Django: és amic de Phineas i Ferb. Debuta a "Art Gegant", però la seva primera aparició és en "El Cirque de Phineas i Ferb", fent actes de contorsió. Curiosament, surt com a extra a "Un ensurt només n'hi hauria prou", però desapareix en les preses de Candace "insultant" a Baljeet.
- Wanda: és la germana petita de monograma. Només surt en dos episodis i ella informa a Pinki sobre les seves missions.
- Pinky the Chihuahua/Agent P (Pinky el Xihuahua/Agent P): el gos d'Isabella, també és un agent secret. El seu líder és Wanda i surt en tres episodis. Curiosament és Pinky el Xhihuahua, com li diu la seva enemiga "Poofenplotz". És un altre agent, com Perry, però s'anomena agent Sr Peter el Panda. És un altre agent secret. Només surt en un episodi, substituint Perry, quan Doofenshmirtz l'aparta momentàniament de la seva vida.
- Gary, l'Oca: és esmentat en "La Cambra de Vigilància". Segons Carl, el van perdre el novembre, fent al·lusió a què la van menjar el Dia d'Acció de Gràcies, però en un capítol nou es descobreix que estava de vacances. Es van oblidar de buscar i va romandre a Hawaii. És rescatat per Perry.
- Planty, el Test: és la planta de Doofenshmirtz que la fa servir per reemplaçar Perry posant-li una gorra de paper, però tot i així el vol detenir, i fins li va dir que va demostrar ser una gran adversària. Al final de l'episodi s'observa que, pel fet que va detenir Doofenshmirtz, la nomenen com a agent i, fins i tot, li donen una medalla per tal acció.

## Doblatge
| Personatge              | Veu original      | Veu en català         |
| ----------------------- | ----------------- | --------------------- |
| Phineas Flynn           | Vincent Martella  | Roger Pera            |
| Ferb Fletcher           | Thomas Sangster   | Albert Trifol Segarra |
| Candance Flynn          | Ashley Tisdale    | Isabel Valls          |
| Perry the Platypus      | Dee Bradley Baker |                       |
| Dr. Heinz Doofenshmirtz | Dan Povenmire     | Quim Roca             |
| Isabella Garcia-Shapiro | Alyson Stoner     | Raquel Dalmases       |
| Baljeet Tjinder         | Maulik Pancholy   | Belen Barenys         |
| Buford van Stomm        | Bobby Gaylor      | Marcel Navarro        |

## Personatges grupals
- Les nenes exploradores: és el grup d'exploradores. El constitueixen set nenes (incloses Isabella i, més endavant, a Candace).
- Love Händel: grup fictici de Glam rock que va participar en dos episodis, és una paròdia a Mötley Crüe i Ratt.
- Les Betty: són la banda favorita de Candace i Stacy, és una possible paròdia a The Veronicas.
- Els Baljieatles: el grup d'estiu de rock de Baljeet. El nom és una clara paròdia a The Beatles.